# Messerschmitt Me 263
Messerschmitt Me 263 nebo Junkers Ju 248 byl raketově poháněný stíhací letoun vyvinutý ze stroje Messerschmitt Me 163 ke konci druhé světové války. Jednalo se o zvětšeninu Me 163 s větším rozpětím, delším trupem a zatahovacím podvozkem příďového typu.

## Vznik a vývoj
Me 163 měl dva hlavní nedostatky: krátký dolet a nutnost přistávat na lyži, což bylo velice nebezpečné, protože motor letadla spaloval směs látek C-stoff a T-stoff. Pokud se při přistávání nacházel zbytek těchto látek v motoru, mohlo dojít k explozi. Jednoduchý podvozek se při vzletu odhazoval. Tyto dvě chyby způsobovaly, že Messerschmitt Me 163 Komet nebyl tak úspěšný, jak se předpokládalo.
Problémy s doletem se snažili technici vyřešit verzí Me 163C přidáním přídavných palivových nádrží, ale s nevelkým úspěchem. Navíc ještě stroj stále přistával na lyži. Projekt byl předán Heinrichovi z firmy Junkers a ta pro tento stroj používala typové označení Junkers Ju 248.
Vývoj Me 263 začal po uvedení do výroby Me 163C, protože ten nebyl považován za následovníka Me 163B - byla to jen modifikace.
Dne 25. září roku 1944 byla vrchnímu velení Luftwaffe předvedena maketa. Trup byl výrazně upraven pro větší nádrže, kokpit byl přestavěn a okna kokpitu měla bublinovitý tvar, aby měl pilot lepší rozhled. A konečně, místo přistávací lyže byl do stroje namontován zatahovací podvozek. Raketový motor měl dvě spalovací komory: hlavní s větším výkonem pro vzlet a stoupání a vedlejší se slabším výkonem pro normální let. Takto se mělo ušetřit palivo.
Mělo to fungovat tak, že při vzletu by běžely obě komory na plný výkon a po vystoupání do potřebné výšky by se hlavní komora vypnula a pokračovalo by se v letu pouze s vedlejší. Tento upravený motor byl testován na upravených strojích Me 163B. Pro sériovou výrobu se ale počítalo s použitím silnějšího raketového motoru BMW 708 namísto původního raketového motoru Walter.
Před zahájením výroby Me 263 byly upraveny a přestavěny dva stroje Me 163B V 13 a V 18, ale V 13 byl poškozen počasím a tak došlo k přestavění pouze V 18. Později byl tento stroj pojmenován Me 163D, ale k jeho další produkci nedošlo. V listopadu roku 1944 došlo k dalším úpravám stroje Me 263. Zároveň byl projekt pojmenován Ju 248 Flunder nebo Me 263 Scholle ("platýs").
Hertel chtěl původně do stroje nainstalovat náporový motor, ale tato technologie byla i přes technickou vyspělost Německa stále ne zcela probádaná, a tak od tohoto záměru upustil. Plánovalo se také umístit pod každou polovinu křídla přídavné nádrže, což by sice snížilo rychlost o přibližně 10%, ale prodloužilo dolet. Ale protože stroj měl křídlo vyrobené podle Me 163B, muselo projít dalšími úpravami.
Začátkem roku 1945 představila firma Junkers stroj EF-127 Wally jako protihráče Me 263. Tento jev byl pro německý průmysl během války typický - firmy mezi sebou bojovaly až do úplného konce, místo toho, aby spolupracovaly na jednom projektu.
První bezmotorový let Me 263 V1 (DV+PA) se odehrál v únoru roku 1945. V tomto měsíci proběhly i další lety bez motoru. Při testech se ukázaly jisté problémy s těžištěm, které musely být vyřešeny přídavnou zátěží. Také by se problém vyřešil tím, že by se změnila poloha podvozku nebo motoru. Při tomto letu však ještě podvozek nebyl sklápěcí.
Testovací lety byly později zastaveny pro nedostatek leteckého paliva. Jelikož Me 263 nebyl součástí Führernotprogrammu, prostředky se hledaly těžko. Ačkoli stroj nebyl připraven k sériové výrobě, nakonec se vývoj nezastavil a pokračoval až do konce války.
Stroje V2 a V3 ještě nebyly kompletní, když válka skončila. V2 už měla mít sklápěcí podvozek a V3 už měla nést výzbroj. Ve V1 a V2 již byly instalovány motory HWK 109- 509C. Žádný z nich však nevzlétl, ačkoli problémy s těžištěm se více neukázaly.
V dubnu roku 1945 obsadili továrnu Američané a získali 3 prototypy a 1 maketu. V2 byl zničen, jeden prototyp skončil v USA. Zbytek zabrali Sověti, kteří pak na základě získaných poznatků vytvořili stíhačku Mikojan-Gurevič I-270.

## Specifikace

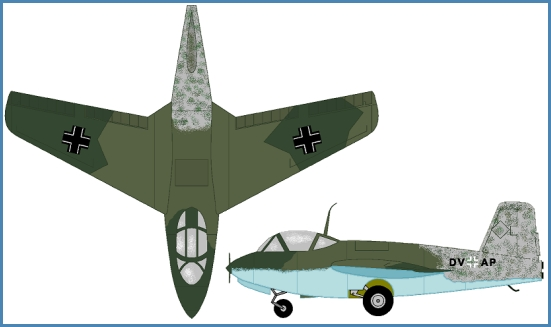
Messerschmitt Me 263

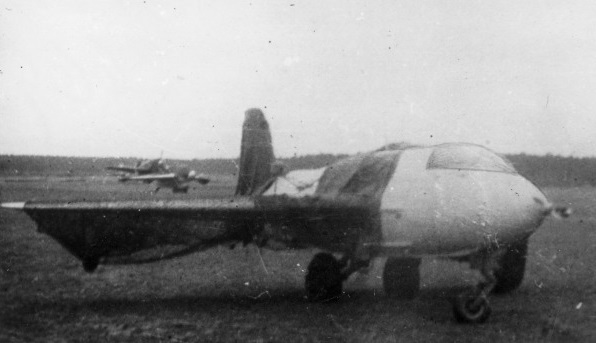
Me 263

### Technické údaje
- Osádka: 1 pilot
- Rozpětí: 9,50 m
- Délka: 7,83 m
- Výška: 3,17 m
- Nosná plocha: 17,80 m²
- Hmotnost prázdného stroje: 2105 kg
- Vzletová hmotnost : 3950 kg
- Maximální vzletová hmotnost : 5150 kg
- Pohonná jednotka: 1× raketový motor Walter HWK 109-509 C-3
- Výkon pohonné jednotky: regulovatelný tah 1 - 17 kN

### Výkony
- Maximální rychlost: 880 km/h ve výšce 3000 m
- Dostup: 14 000 m
- Stoupavost: 150 m/s
- Dolet: 15 min

### Výzbroj
- 2× 30mm kanón MK 108 (60 nábojů/zbraň) v kořenech křídla